# Artur Górski
Artur Górski (2. července 1870, Krakov – 7. prosince 1959, Varšava) byl polský literární kritik, spisovatel, publicista a překladatel, představitel uměleckého hnutí Mladé Polsko.

## Život
Studoval práva na Jagellonské univerzitě. V mládí se zajímal o socialismus a patřil do radikální studentské skupiny kolem časopisu Ognisko. Roku 1892 vstoupil do Polské socialistické strany a patřil k zakladatelům deníku Naprzód. Brzy se však se socialismem rozloučil a navrátil se ke katolicismu. V letech 1896–1897 redigoval, společně Wilhelmem Feldmanem, Dziennik Krakowski. Spolupracoval také s poznaňským kulturním časopisem Tęcza.
Byl předním polským literárním teoretikem a esejistou na přelomu 19. a 20. století. Jeho cyklus článků Młoda Polska (Mladé Polsko), uveřejňovaný roku 1898 v časopise Życie, se stal manifestem polského modernismu a dal jméno celé polské umělecké epoše.
Vycházel z tradic romantismu, hlásal individualismus a morální sebezdokonalování, uznával myšlenku oběti. Umělecké problémy spojoval se sociálními otázkami a s programem národního sebeuvědomění. Ve svém díle ale objevoval také mysticismus a mesianismus.
Jako spisovatel psal básně, povídky a dramata. Překládal islandské ságy, Danta, Goetha, Kierkegaarda, Shakespeara, Ibsena a francouzsky psané práce Mickiewicze.

## Výběrová bibliografie

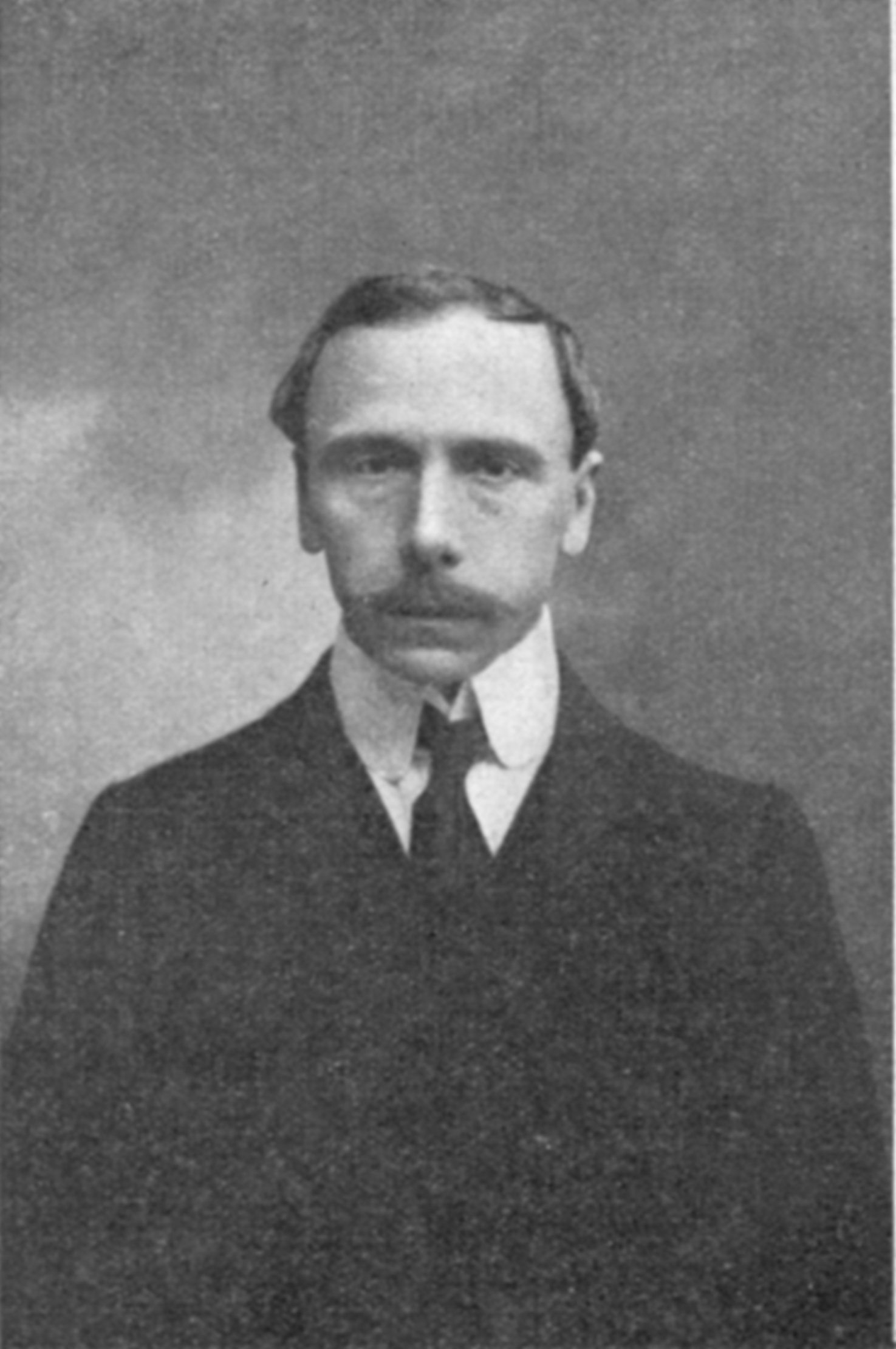
Artur Górski v roce 1928

### Literární kritiky, studie a eseje
- Młoda Polska (1898, Mladé Polsko), cyklus časopiseckých článků pod pseudonymem Quasimodo.
- Monsalwat, Rzecz o Adamie Mickiewicze (1908, Monsalwat, Úvahy o Adamu Mickiewiczovi), studie.
- Ku czemu Posla szla (1918, K čemu směřovalo Polsko).
- Na nowym progu (1918, U nového prahu).
- O wieszczeniu w sztuce (1920, O věštění v umění).
- Glosy o ludziach i ideach (1931, Hlasy o lidech a idejích).
- Niepokój naszego czasu (1938, Neklid naší doby), eseje.
- Rzecz o nadziei (1963, Úvahy o naději), posmrtně vydaná sbírka studií.

### Povídky a dramata
- Przede dniem (1918, Před úsvitem), sbírka povídek.
- Chlop (1922, Sedlák), divadelní hra.
- Śluby (1927, Svatby), divadelní hra.

## Ocenění
- 1924 – Důstojnický kříž Řádu znovuzrozeného Polska[4]
- 1935 – Zlatý Akademický vavřín[5]
- 1938 – Státní literární cena[6]